# Sophie D'Amours
Sophie D’Amours OC (25 de enero de 1966) es una ingeniera y profesora en la Université Laval. El 26 de abril de 2017, fue elegida la 26ª rectora de la Université Laval, siendo la primera mujer en ocupar el cargo.

## Biografía
Sophie D’Amours ha sido profesora en el Departamento de Ingeniería Mecánica de la Université Laval desde 1995 y se desempeñó como vicerrectora de investigación e innovación de la Universidad desde 2012 hasta 2015.
Tiene un título de licenciatura en ingeniería mecánica (1990) y una maestría en administración de empresas (1992) de la Université Laval y un doctorado en matemáticas de ingeniería de la École Polytechnique de Montréal (1995). Su investigación se centra en la ingeniería empresarial, la logística de la cadena de valor y los procesos de decisión.
Además de sus deberes universitarios, ha presidido la junta del Centre de recherche industrielle du Québec desde 2010 y fue nombrada presidenta de la junta de Universities Canada en octubre de 2019. También es miembro de la junta del Centro Internacional de Investigaciones para el Desarrollo y ha sido invitada a unirse a la junta de la Fundación para el Intercambio Educativo entre Canadá y los Estados Unidos de América (Fulbright Canadá). Es miembro de la Academia Canadiense de Ingeniería.

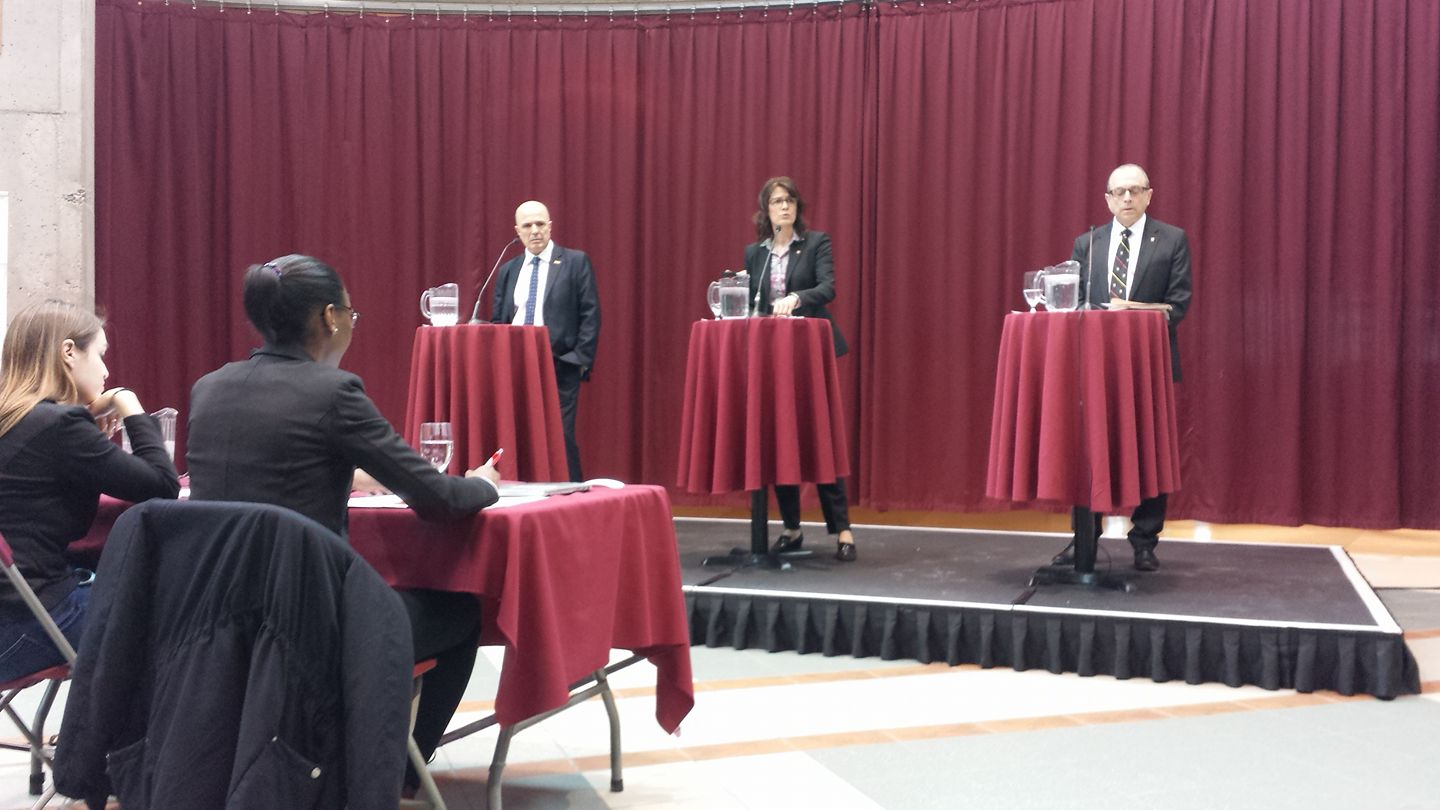
Sophie D'amours (centro) participa en la desinvestissement du secteur des énergies fosiles lors du débat des candidats au rectorat de l'Université Laval, en 2017.

## Distinciones
- 2008: Recipendaria del premio Henri-Gustave-Joly-de-Lotbinière del Ordre des ingénieurs forestiers du Québec por su contribución al sector forestal de Quebec[2]
- 2012: Recipendaria del premio Brockhouse de Canadá[3]
- 2016: Nombrada International Fellow de la Academia Real de Agricultura y Silvicultura de Suecia[4]
- 2018: Orden de Canadá [5]
- 2022: Orden Nacional del Mérito[6]
- 2022: Oficial de la Orden de Canadá[7]